# بلازناوا
بلازناوا (به صربی: Blaznava) یک منطقهٔ مسکونی در صربستان است که در توپولا واقع شده‌است. بلازناوا ۵۹۱ نفر جمعیت دارد.